# 威廉·马克思大楼

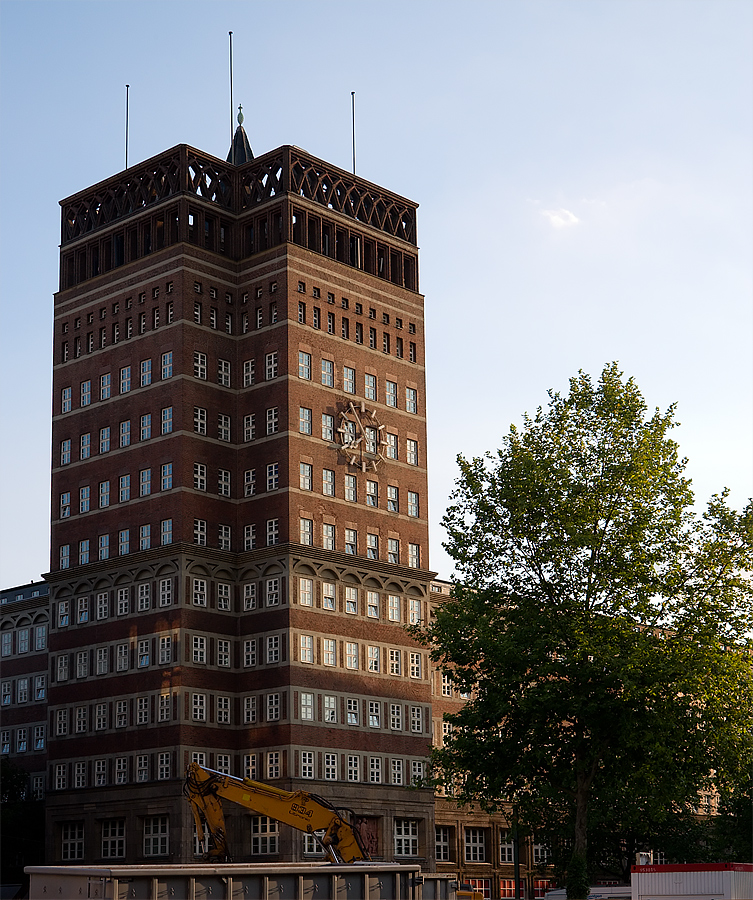
威廉·马克思大楼

威廉·马克思大楼（德語：Wilhelm-Marx-Haus）是德国杜塞尔多夫市中心一座历史悠久的高层建筑。

## 历史
建于1922-1924年，是欧洲最早的摩天大楼之一。它高57米，13层。建筑师Wilhelm Kreis。
该建筑得名于20世纪初主持该市现代化建设的杜塞尔多夫市长威廉·马克思，而非同名的德国总理威廉·马克思。
威廉·马克思大楼曾是杜塞尔多夫证券交易所的所在地，现在是老城青春剧院（Junges Theater in der Altstadt）。